# Голос из камня
«Голос из камня» (англ. Voice from the Stone) — американо-итальянский драматический триллер режиссёра Эрика Д. Хауэлла по одноимённой книге Сильвио Раффо. Премьера фильма в России состоялась 18 мая 2017 года.

## Сюжет
Фильм рассказывает историю Верены — медсестры, — которая ухаживает за мальчиком Джейкобом, переставшим говорить после неожиданной кончины его матери. Джейкоб дал обещание умирающей матери молчать до тех пор, пока не вернется её дух. Верена начинает догадываться, что призрак играет с ней в кошки-мышки для того, чтобы вселиться в её тело и воссоединиться со своим сыном.

## Производство
Съемка фильма началась в Италии в ноябре 2014 года и завершилась 23 декабря 2014 года. Фильм был снят на местностях в Тоскане, Лацио и в студии Cinecittà в Риме.
В сентябре 2015 года стало известно, что вокалистка группы Evanescence Эми Ли исполнит песню для заключительных титров фильма. В октябре 2015 года было объявлено название песни — «Speak To Me». Песня была записана на Skywalker Ranch в Калифорнии. В записи трека также принимал участие композитор Майкл Вандмахер. На песню был снят видеоклип, режиссёром которого стал сам Эрик Хауэлл. «Музыкальное видео задумывалось как параллель или предыстория к фильму, которая со всех сторон показывает нерушимые узы любви между Мальвиной и её сыном, во главе угла вера в то, что любовь сильнее смерти» - сказала Эми Ли в интервью для журнала Rolling Stone.
11 апреля 2016 года Ли выпустила небольшое видео из Skywalker Ranch, содержащий инструментальный фрагмент песни, а также некоторые кадры из фильма.

## В ролях
- Эмилия Кларк — Верена
- Мартон Чокаш — Клаус
- Катерина Мурино — Мальвина
- Лиза Гастони — Лилла
- Ремо Джироне — Алессио
- Кейт Линдер — пожилая женщина
- Джампьеро Джудика — отец Карлотты
- Nicole Cadeddu — Карлотта
- Эдвард Дринг — Джейкоб
- Антонелла Бритти — мать Карлотты

## Факты
- Это первый полнометражный проект режиссёра Эрика Д. Хауэлла за последние 14 лет.
- В качестве исполнительницы главной роли рассматривалась Мэгги Джилленхол.
- В качестве режиссёра-постановщика рассматривался Хидео Наката[3].